# Wah Chang
Wah Ming Chang (鄭華明 (2 de agosto de 1917-22 de diciembre de 2003) fue un diseñador, escultor y artista estadounidense de ascendencia china. Gracias al apoyo y motivación que recibió de su padre adoptivo, James Blanding Sloan, Wah Ming empezó a exhibir sus pinturas y acuarelas a la edad de siete años recibiendo comentarios altamente positivos. Chang trabajo con Sloan en varias producciones de teatro y en los años cuarenta, crearon su propio estudio para producir películas. Wah Ming fue conocido tiempo después por sus esculturas y los accesorios que diseño para la serie original de Star Trek, incluyendo el comunicador y el tricordio. Realizó los efectos especiales de la película ¡Tarántula!.

## Biografía y trayectoria
La familia de Chang se mudó de Honolulu, Hawái a San Francisco (California), y en 1920 abrieron el Ho-Ho Tea Room (cuarto de te) en la calle Sutter, el cual se convirtió en uno de los locales preferidos para los artistas bohemios. La madre de Wah Ming llamada Fai Sue Chang, se graduó de la escuela de artes y artesanías (lo que hoy en día es la escuela de Artes de California) de la Universidad de Berkley en California, donde se especializó en diseño de moda. Cuando murió en 1928, su esposo persuadió a la maestra y a la familia, y amigos de la misma llamados James Blanding Sloan y su esposa Mildred Taylor, los cuales eran respetados diseñadores de teatro, titiriteros y grabadores a que se convirtieran en los guardianes legales de su hijo. Sloan exhibió las acuarelas de Wah Ming en exhibiciones públicas en 1925 donde este recibió comentarios favorables en la Área de la Bahía de San Francisco y después en la colonia más grande de arte en la costa del Pacífico, llamada Camel by de sea. El niño se volvió parte de la familia de Sloan y viajó con ellos a Taos, Nuevo México para estudiar la cultura Indio Americana, y en 1928 mostró sus impresiones de bloque en exhibiciones conjuntas junto con Sloan y el prestigioso Club de impresiones de Filadelfia, y en Pasadena, California. Se convirtió en un asistente muy valioso en los teatros de marionetas de Sloan igualmente en producciones para los Eventos de Ballet de Hollywood y para la Cabalgada de Texas, a mitades de 1940 Chang formó un estudio junto con Sloan y la compañía de películas East-West y en conjunto produjeron películas memorables como Pick a Bale of Cotton (en la cual entrevistaban y actuaba el legendario cantante de folk y blues Lead Belly en 1944) y el controversial corto antiguerra (1946-47) llamado The Way of Peace, creado en parte y elaborado con sets en miniatura y títeres en stop-motion.

## Documentales
Chang produjo un corto educacional en 1970 llamado Dinosaurios: Las lagartijas terribles, un corto de stop motion que discutía la vida en la Era Mesozoica. la cual ganaría una "edición revisada" en 1986 
Chang apareció en el documental The Fantasy Film Worlds of George Pal (1985), producido y dirigido por Arnold Leibovit. 
El señor Chang fue un invitado en el documental Time Machine: The Journey Back (1993) producido y dirigido por Clyde Lucas.